# All These Things I Hate (Revolve Around Me)
All These Things I Hate (Revolve Around Me) – trzeci singel walijskiej metalcorowej grupy Bullet for My Valentine. Został wydany tylko na rynku niemieckim, istniała jednak możliwość jego zakupu na terenie Wielkiej Brytanii. Na rynek trafił nakładem Sony BMG 3 lutego 2006. Zawiera on dwa utwory z debiutanckiego długogrającego albumu The Poison (jeden w wersji studyjnej; jeden w wersji live) oraz dwa pochodzące z nagrań do płyty The Poison, które się na niej nie znalazły. Jest to najlżejsza piosenka z albumu The Poison, zawiera tylko jeden krzyczany motyw.

## Lista utworów dla wersji niemieckiej
1. All These Things I Hate (Revolve Around Me)
2. Room 409 (Live)
3. Seven Days
4. My Fist, Your Mouth, Her Scars

## Wersja na rynek brytyjski
„All These Things I Hate (Revolve Around Me)” dostępny był na rynku Wielkiej Brytanii w dwóch wariantach. Były to dwie formy singla CD. Rozprowadzone zostały nakładem Visible Noise Records 6 lutego 2006. Poniżej znajduje się lista utworów:
All These Things I Hate (Revolve Around Me) CD1
1. „All These Things I Hate (Revolve Around Me)”
2. „Seven Days”

All These Things I Hate (Revolve Around Me) CD2
1. „All These Things I Hate (Revolve Around Me)”
2. „My Fist, Your Mouth, Her Scars”
3. „Dodatkowa zawartość” Teledysk do „All These Things I Hate (Revolve Around Me)” oraz dwie tapety.

## Twórcy
- Matthew „Matt” Tuck – śpiew, gitara
- Michael „Padge” Padget – gitara, śpiew towarzyszący
- Jason „Jay” James – bas, śpiew towarzyszący
- Michael „Moose” Thomas – perkusja